# Toluquilla Buena Vista
Toluquilla Buena Vista är en ort i Mexiko.   Den ligger i kommunen Cuichapa och delstaten Veracruz, i den sydöstra delen av landet, 260 km öster om huvudstaden Mexico City. Toluquilla Buena Vista ligger 366 meter över havet och antalet invånare är 603.
Terrängen runt Toluquilla Buena Vista är platt åt nordost, men åt sydväst är den kuperad. Terrängen runt Toluquilla Buena Vista sluttar österut. Runt Toluquilla Buena Vista är det ganska tätbefolkat, med 100 invånare per kvadratkilometer. Närmaste större samhälle är Cuitláhuac, 7,8 km norr om Toluquilla Buena Vista. Trakten runt Toluquilla Buena Vista består till största delen av jordbruksmark.